# Juchipila
Juchipila é um município no estado de 
, no México. Encontra-se ao sul do estado com 190 km de distância da capital Zacatecas. O nome Juchipila vem do náhuatl Xochipillan que significa lugar de flores nobres o charmosas.

## História

### Período Pré-hispânico
Definida a batalha de Mixtón a favor dos espanhóis em dezembro de 1541, ante a repugnável ordem de Mendoza para matar todos os índios sobreviventes que ficaram escondidos nos esconderijos longe do município, os frades franciscanos Antonio de Segovia e Miguel de Bolonia suplicaram ao vice-rei que poupasse a vida deles que tudo haviam perdido, e eles subiram as colinas para tentar a paz. Após estas orações e súplicas convenceram o vice-rei Antonio de Mendoza, saindo cerca de seis mil índios com quem fundaram a cidade de Juchipila no mês de janeiro, dia 20 mais ou menos no ano de 1542, consideraram que estes dois frades foram seus fundadores: Antonio de Segovia e Miguel de Bolonia, no lugar em que se encontra agora, conservando o nome da antiga Xochipillan, edificada segundo afirma o historiador da micro história regional, José Muro Ríos, em Pueblo Viejo. Esta afirmação tem fundamento em seus trabalhos de investigações realizados através do tempo. Elías Amador em sua busca pelos históricos de Zacatecas, localiza este assentamento pré-hispânico na pequena aldeia La Tiricia; mas também pode ter sido em Guadalajarita ou Contitlán, talvez a colina das Ventanas. Pode ter sido em  qualquer desses lugares, deve se ter presente que Xochipillan chegou a ser o centro comercial de maior importância dos senhorios que formavam a Grande Caxcana. Não menos importante o que foi no econômico e no político. 
Pelos objetos encontrados em diversos lugares da região Caxcana, os arqueólogos identificam as características desses objetos com os das culturas chupícuara e chalchihuites. O sítio arqueológico localizado ao sul desta cidade (destruído em sua maior parte pela ação das chuvas, o tempo e o vento, e sepultado por ervas daninhas) é a colina das Ventanas, que pelo local corresponde a cultura teotihuacana. Infelizmente não foram divulgadas as conclusões da pesquisa que fez a arqueóloga Elizabeth O. Mozzillo da Universidade de Tulane, nos Estados Unidos para sua tese de doutorado em arqueologia sobre este antigo sítio populacional. 
O assentamento de Xochipillan teve como primeiros povos os caxcanes, tribo de filiação azteca, a qual ocupou parte do que hoje são os estados de Zacatecas e Jalisco, se caracterizando por uma tendência bélica e implantação de uma tática, a ofensiva-defensiva.

### Período Colonial
Muito pouco se sabe do passado dos caxcanes até antes da chegada dos espanhóis; difícil é determinar com possibilidades mínimas de erro, a data de seu estabelecimento nestas terras  (1.170 aproximadamente). A poucos vestígios ainda existentes, alguns inexplorados destas datas. Grande parte de sua cultura continua sendo um enigma até para os especialistas nesses assuntos. Bom seria que o governo do estado patrocinasse uma investigação do que tem escondido entre os escombros do tempo; em ruínas sepultadas por árvores e ervas daninhas, dos primeiros habitantes destas localidades.
Naqueles tempos pré-hispânicos os povos dos cânions de Juchipila e outros não incluídos em sua jurisdição, formavam uma chefia de considerável importância, cuja capital em língua caxcana se nomeava Xochipillan, e tinha sobre os domínios de Apotzolco, Xalpan, Ahuanochco, Metahuatzco, Apolco, Mezquitlan, Tepechitlan e outras mais. 
Em 1530 parte do exército expedicionário de Nuño Beltrán de Guzmán començaram a ocupar militarmente as terras dos bélicos caxcanes, cuja conquista da Grande Caxcana difere das outras regiões do país porque os naturais destas terras foram vencidos pela superioridade das armas e não por medo, ou engano e superstição.
Desde o primeiro contacto que tiveram os caxcanes com os brancos, os hostilizaram. Os embaixadores espanhóis que foram respeitados, entretidos e ricamente divertidos pelos locais, em outras regiões da Mesoamérica, encontraram a morte na Caxcana, como única resposta a suas demandas; o orgulho desta raça indígena não tolerou que seus homens fossem utilizados como mulas de carga pelos vencedores, muitos que estavam em outras partes. Muitos soldados espanhóis pereceram nas mãos dos índios durante os primeiros dez anos de tentativas de conquista. Entre os líderes corajosos de Xochipillan, Xiuhtecuhtli, se destacou o guerreiro Tenamaxtle, organizaram a formidável coalizão que culminou em 1541 fazendo com que os conquistadores vivessem uma época cheia de perigos e contrariedades. Por esses motivos que em 1541, enfurecidos os índios recaíram sobre os comissários e sobre os frades que andavam empenhados na tarefa evangelizadora, saciando neles sua sede de vingança. 
Esta rebelião de 1541 colocou em perigo a conquista da Nueva Galicia, e a de todo o vice-reinado. Vencidos os caxcanes na colina de Mixtón, começou a se exercer o domínio do governo espanhol sobre os povos da Grande Caxcana, e foi então quando os missionários puderam prosseguir a cristianização daqueles povos.
As populações importantes foram destruídas, entre outras, Juchipila, pela sangrenta guerra, e mudaram de local conservando seu nome mas adaptado a fonética do idioma espanhol e traçadas de acordo com as necessidades e costumes dos espanhóis. Impossibilitados os índios para voltar a formar uma nova coalizão, se resignaram a aceitar o novo modo de vida em paz e entre vencedores e vencidos, começaram a reconstrução de suas antigas populações, a maioria delas em um novo lugar. 
Decidida a batalha de Mixtón, os naturais compreenderam a nobre e desinteressada misião dos frades e colocaram sua confiança neles, particularmente em frade Antonio de Segovia, que com palavras cheias de doçura, caridade e persuasão, ganhou o coração dos índios, pois o que não  conseguiram os soldados espanhóis com a força das armas, conseguiu aquele humilde franciscano com a força da palavra, facilitando a conquista espiritual dos povos de Juchipila. 
No trabalho de evangelização e reorganização social, o padre Segovia chamo o frade Miguel de Bolonia por ser seu conhecido, que era de seu mesmo espírito e zelo, por esses donativos enviados para doutrinar o povo de Juchipila, Nochistlán e os demais que haviam tomado parte no levantamento de 1541, aconselhando-o a comparecer e consolar os índios. O padre Miguel de Bolonia suplico e Segovia dar-lhe a bênção e partiu a pé descalço rumo a Juchipila, onde permaneceu alguns dias no desempenho de seu sagrado ministério, e em seguida subiu as serras nas quais andavam dispersos muitos índios que podo congregar em Juchipila, e convertir na fé de Cristo. 
Tendo como ponto de partida o convento de Juchipila fundado por ele, empreendia suas missões por Nochistlán de Mejía, Jalostotitlán, Teocaltiche, Jalpa, Teúl de González Ortega, Tlaltenango de Sánchez Román, Nayarit, Zacateca e outras comarcas mais, caminhando sempre a pé várias léguas diárias por ser tantos os povos que compreendiam sua jurisdição e poucos os religiosos deste tempo. 
Foi fundador do convento de sua Ordem (franciscana) e do primitivo hospital, que os povos de Juchipila estavam em dívida com ele. O padre Bolonia se deve também grande parte da formação cristã da nova sociedade produto da mescla caxcana e espanhola. 
Inseparável companheiro de frade Antonio de Segóvia para quem sentia carinho e veneração, procuro seguir em todos seus conselhos e ser fiel continuador da obra empreendida nos povos de Juchipila. 
No trabalho de evangelização e reorganização social dos índios, colaboraram também vários cavalheiros espanhóis, cristãos que se estabeleceram em Juchipila. Neste importante trabalho reconstrutiva figura o Capitão Diego Flores de la Torre, primeiro comendador desta província e fundador deste apelido. Herdeiro de seu pai, o conquistador da Nova Espanha e Alférez Real, Hernán Flores, estes sentimentos humanitários. 
Conquistados e conquistadores se adaptaram as novas circunstâncias que o meio ambiente lhes oferecia, proliferando o nascimento de uma nova sociedade mestiça com a união de espanhóis e índios. Viveram assim em paz por quase três séculos dominados uns, dominadores os outros, mas ambos sob os ritos da mesma fé que os frades haviam incutido, e que os mantinha unidos trabalhando pela sua existência cada qual a sua maneira, até que começaram a gestar os sentimentos de independência da Coroa espanhola, e se deram os primeiros explosões libertárias, para que os descendentes dos índios caxcanes e dos espanhóis não permaneceram surdos, mas abraçando a causa da independência, juntou-se aos insurgentes.

### Período de Independência
Após os anos entre 1810 a 1821, início e consumação da Independência do México, a raça caxcano deu um exemplo de heroísmo, neste consumação da independência do México, raça caxcano deu um exemplo de heroísmo, nesta nova jornada bélica. Já o México independente, Juchipila não permaneceu fora dos eventos nacionais, como será visto imediatamente.
Em 11 de setembro de 1860 em uma tarde, um feixe de latrofacciosos em número superior a 200, atacou Juchipila sendo rejeito o ataque por empregados e vizinhos, contando entre os quais os juízes como José María Estrada juiz de letras; Manuel Guerrero suplente do juiz de paz, Severiano Ruvalcaba secretário da prefeitura, Andrés Portugal guarda municipal, Feliciano Yánez administrador do correio, Anastasio Rodríguez coletor de impostos, Brígido Rodríguez administrador do papel timbrado, e Juan Portugal guarda de impostos. Entre os vizinhos se encontravam: Pablo Portugal, Feliciano R. De Esparza, Pablo Rodríguez, Valerio Loera, Cándido Rojas, Antonio Mercado, Ignacio Figueroa, Darío Macías, Miguel Figueroa, Agapito Venegas, Cruz López, Cristóbal Pereira, Marcial Arellano, Juan Nepomuceno Hidalgo, Carlos Durán, Regino Ruiz, Justo Aguilar, Pioquinto Figueroa, Victoriano Estrada, Epitacio García, Cenobio Salas y Cayetano López. O combate durou até as oito da noite, os assaltantes roubaram e incendiaram várias casa, sendo uma delas a do juiz José María Estrada. O chefe dos assaltantes, Anastasio Sigala morreu, e ficaram vários feridos e seis mortos. Por parte dos defensores morreu o tenente coronel Diego Figueroa de por conta de tiro que recebeu na cabeça ao estar na torre da igreja, e o vizinho Pedro Briceño.

### Período da Reforma
A frente de 2000 homens que capitaneava, se apresento nas cercanías de Juchipila em 25 de novembro de 1862, o chefe reaccionário Antonio Aedo, chamado de General Chefe do Exército de Operações. Cercou a população e intimou o chefe político Feliciano Yánez a rendição da praça. Mas o chefe político reuniu todos seus elementos de guerra, os vizinhos e se preparou para a defesa, em cinco minutos os sitiadores romperam o fogo encontrando na valente resistência pelos defensores; até as mulheres de todas as esferas sociais se ocuparam de ajudar aos sitiados, auxiliando os feridos, preparando e distribuindo alimentos.
Estas tarefas eram desempenhadas em meio ao fogo inimigo. O cerco duro oito dias, até que no dia 2 de dezembro chegaram os guardas nacionais das cidades de Tlaltenango de Sánchez Román, Colotlán, Huanusco e Villanueva. Morreram na ação por parte dos defensores, Anacleto Estrada, comandante do batalhão, o capitão Felipe Macías das forças de Colotlán; de Juchipila seis soldados e um vizinho. Neste combate se distingui o chefe político de Taltenango  Gregorio Velázquez Román e o comandante José Caballero; Ignacio López de Nava de Tabasco; o chefe político de Juchipila Feliciano Yánez e o comandante José Sandoval; o alférez Máximo Medina e o ajudante Agustín Naredo; os capitães Victoriano Estrada, Ramón López e Brígido Rodríguez; o tenente Camilo Rodríguez, e os senhores Andrés, Juan y Pablo Portugal, assim como Pioquinto Figueroa. 
A proeza de burlar a guarda inimiga para pedir reforços a Tlaltenango, foi de Bonifacio Falcón, cidadão comum que se converteu em herói do rompimento do cerco de Juchipila em 1862. No mês de abril de 1870, Don Mariano García de la Cadena, com 200 homens a seu mando ataco a praça de Juchipila, sendo derrotado pelas forças defensoras as ordens do chefe político e comandante militar Don Brígido Rodríguez. Morreram neste combate Ramón García e Refugio Sandoval, sobrinho do senhor García de la Cadena e foram sepultados em Tlaltenango.

### Período do Porfirismo
Devido ao descontentamento que foi generalizo no país contra o governo do General Porfírio Díaz, um numeroso grupo de cidadãos de Juchipila não permaneceram insensíveis diante do  sofrimento da classe desfavorecida, e os integrantes desse grupo começaram a se reunir em locais comerciais para comentar os acontecimentos políticos nacionais, dos quais se agravavam cada vez mais. Estas reuniões informais a princípio, foram adquirindo maior formalidade conforme avançavam as ideias sobre uma possível revolução. O “Imparcial” difundia os conceitos revolucionários dos irmãos Enrique Flores Magón e Ricardo Flores Magón, que calavam a consciência da cidadania interessada na mudança do estado de coisas que prevaleciam desde então; os pobres se viam em franca desvantagem frente aos que detinham a riqueza dos bens materiais e o poder.

### Período Revolução de 1910
Aquele grupo de pessoas que se reuniam para ler os jornais em voz alta, e logo comentar as notícias, logo encontraram uma maneira de contato com Francisco I. Madero, notificando que eles estavam trabalhando para politizar; o Sr. Madero fortalecia a ideologia revolucionária dos patriotas de Juchipila com frases conceituosas que lutava por igualdade e a justiça social para todos. 
No grupo figurava uma dama que inspirava respeito e firmeza em levar adiante os trabalhos iniciados, em resposta opressão que sobre o povo exercia o governo do General Díaz, e deste modo surgiu o Clube Anti-reeleicionista de Juchipila no ano de 1909. 
Esta efervescência política teve como resultado que Porfirio Díaz perdeu as eleições de 1910 neste distrito eleitoral, fato de os cidadãos se orgulham desta parcela do território zacatecano, descendente da guerreira raça caxcana. Houve naturalmente represálias, prisões e da invasão da prisão de Santo Domingo na capital do estado. Depois de algumas averiguações, vários prisioneiros ficaram livres; mas 14 deles foram transferidos da penitenciária do Distrito Federal; entre esses se encontravam o Sr. Crispín Robles Villegas e o Dr. José Macías Ruvalcaba. 
Os princípios de libertade, igualdade e justiça para todos seguiram batendo com muita energia no coração das pessoas do campo e da cidade, e no amanhecer de 15 de abril de 1913, Crispín Robles Villegas comandava o 40° Regimento de Cavalaria do Exército Constitucionalista com a patente de coronel.

## Geografia
O município de Juchipila se localiza na parte sul de Zacatecas esta encravado em cânions mais o rio formado pela separação das montanhas de  Morones e Nochistlán, entre os 21° 19’ e 21° 24’  de latitude norte; e os 103° 06’ de longitude oeste do meridiano de Greenwich, a uma altura de 1.138 metros sobre o nível do mar. 
Se limita ao norte com o município de Apozol, ao sul com o de Moyahua de Estrada; ao leste com o de Nochistlán de Mejía, e ao oeste com o município de Teúl de González Ortega. Sua extensão territorial é de 335 km², sua distância aproximada da capital do estado é de 190 km². 

### Orografia
Duas cadeias montanhosas atravessam o município de Juchipila, a oeste se encontra a serra de Morones com sua principal altura e colina de Santa Cruz; ao leste a serra de Nochistlán na qual está a colina de San Onofre. 

### Hidrografia
Pegado ao limite municipal pelos lado oeste, passa o rio Juchipila no qual na temporada de seca passa pouca água pelas duas represas que foram construídas em seu leito, e está totalmente contaminado pelas coleta de esgotos das cidades situadas em suas margens. 
A represa de Achoquén construída no município de Apozol, é a principal fonte de irrigação, mas neste local existem algumas pequenas barragens que trechos que irrigam pequenas partes de terra, três poços profundos para abastecimento doméstico e irrigação.
Os principais rios são de Amoxóchitl, o El Zapote, o Reynoso, El Ranchito, nascido em Nochistlán, e a cúpula com menos longitude. Na Serra de Morones os córregos fluem com mais chuva por causa da sua altura e proximidade aos rios, Limones, o El Nopal, o Palomas e outros.

### Clima
O clima deste município está considerado como subtropical, do qual varia de acordo com as estações do ano: temperado no princípio da primavera, quente ao terminar esta estação; muito quente no verão, volta a ficar temperado pela precipitação das chuvas; novamente temperado no outono, e frio muito frio inverno. A temperatura cai no topo das montanhas. Sua classificação nos cânions é um clima subúmido quente com pouca chuva no inverno.
A precipitação pluvial inicia regularmente a meados do mês de junho e termina nos últimos dias de setembro ou primeiros dias de outubro com uma média de 712 milímetros de chuva e uma temperatura de 42°C máxima e 0°C ou ligeiramente inferior ao mínimo, com uma média anual 22°C. 
Os ventos dominantes vem do sul a uma velocidade média de 8 km² por hora na primavera, verão e outono, e 14 km² no inverno. 
| Dados climatológicos para Juchipila               | Dados climatológicos para Juchipila | Dados climatológicos para Juchipila | Dados climatológicos para Juchipila | Dados climatológicos para Juchipila | Dados climatológicos para Juchipila | Dados climatológicos para Juchipila | Dados climatológicos para Juchipila | Dados climatológicos para Juchipila | Dados climatológicos para Juchipila | Dados climatológicos para Juchipila | Dados climatológicos para Juchipila | Dados climatológicos para Juchipila | Dados climatológicos para Juchipila |
| Mês                                               | Jan                                 | Fev                                 | Mar                                 | Abr                                 | Mai                                 | Jun                                 | Jul                                 | Ago                                 | Set                                 | Out                                 | Nov                                 | Dez                                 | Ano                                 |
| ------------------------------------------------- | ----------------------------------- | ----------------------------------- | ----------------------------------- | ----------------------------------- | ----------------------------------- | ----------------------------------- | ----------------------------------- | ----------------------------------- | ----------------------------------- | ----------------------------------- | ----------------------------------- | ----------------------------------- | ----------------------------------- |
| Temperatura máxima recorde (°C)                   | 39                                  | 37                                  | 39                                  | 42                                  | 41                                  | 43                                  | 39                                  | 37                                  | 39                                  | 37                                  | 35                                  | 42                                  | 40                                  |
| Temperatura máxima média (°C)                     | 29                                  | 31                                  | 34                                  | 37                                  | 37                                  | 37                                  | 34                                  | 33                                  | 33                                  | 34                                  | 33                                  | 34                                  | 31                                  |
| Temperatura mínima média (°C)                     | 0                                   | 4                                   | 5                                   | 8                                   | 12                                  | 14                                  | 12                                  | 14                                  | 7                                   | 8                                   | 5                                   | 2                                   | 11                                  |
| Temperatura mínima recorde (°C)                   | −5                                  | −1                                  | 1                                   | 3                                   | 6                                   | 6                                   | 8                                   | 10                                  | 2                                   | 1                                   | −2                                  | −2                                  | 0                                   |
| Precipitação (mm)                                 | 251                                 | 48                                  | 18                                  | 27                                  | 120                                 | 242                                 | 356                                 | 328                                 | 203                                 | 124                                 | 84                                  | 78                                  | 712                                 |
| Fonte: Servicio Meteorológico Nacional 11/04/2010 |                                     |                                     |                                     |                                     |                                     |                                     |                                     |                                     |                                     |                                     |                                     |                                     |                                     |

## Ecossistemas

### Flora
A flora do município é rica e variada, dependendo do ambiente geográfico. Na parte baixa tem grande abundância de algarobas, e Guamuchil e ao longo das margens do rio é dado em grandes quantidades de salgueiros, em planícies e colinas tem acácias e huiscolote, e nozes e árvores de fruto de tipo mediterrânico como laranja, limão, abacate. E  tropical manga, banana, ameixa e romã.
Nas partes altas tem alguns tipos de coníferas: pinho, abeto. Ressaltando que tem uma espécie de pinho considerado quase único no mundo cujo fruto se chama pinhão gigante. Há também o carvalhos, medronheiros e cedros. Na família da salicáceas se da o álamo. Nos lugares meio termo entre o cânions e as montanhas, não faltam tepeguaje, o tepame, o ozote, copal, o ocotillo, o granjeno, vime e manzanillo.

### Fauna
La fauna do município também é rica com a flora. Nas encostas e no alto da montanha tem répteis como lagartos, iguanas, cascavel, cobra coral e cobra sorcuate. Pássaros como pardal e arara, falcão e gavião predatório, corvos, há espécies de pombos e de codorna. Ao longo do rio e barragens tem grandes bandos de patos e garças.
Do grupo dos mamíferos, os animais selvagens, digitígrados como lobos e coiotes. Do plantígrado já o gato leão e um gato selvagem, texugo, raposa cinzenta, e outros. Roedores, ratos, coelhos, e esquilos. Os domésticos com exceção do veado que pertence a fauna silvestre, bovinos, caprinos, suínos, ovinos, equinos e mulas.

### Solo e classificação
O solo é de dois tipos: ígneas e sedimentares. A formação ígnea é na montanha rochosa nas cordilheiras de Morones e Nochistlán, entre as rochas. E nos solos sedimentares são mais baixos devido ao escoamento dos cumes pela ação das chuvas, que lavam sedimentos do topo das montanhas, formando um solo arenoso-argiloso para a própria agricultura.
O terreno é quebrado, isso significa que não há muita terra cultivável, com apenas 8,889 hectares cultivados com agricultura de temporada, e de irrigação para 995. A área utilizada para pastagem de gado é 15,525 hectares, de floresta 1 860 hectares, terras improdutivas por ser inacessíveis são 3,265 hectares. As culturas básicas são o milho e o feijão, principalmente o primeiro.

## Demografia

### Grupos Étnicos
De acordo como os resultados que apresentou o II Senso de População e Habitação em 2005, no município habitam um total de 17 pessoas que falam alguma língua indígena. 

### Evolução Demográfica
A população total do município é 12,622 habitantes. Os nascimentos na média anual são de 515 crianças, contra uma média 125 mortes por ano. A migração interna no interior do país foi de 1,173 habitantes. E a imigrações em que mudaram de residência para exterior foi de 107 habitantes. Resume a área metropolitana do município um total de 11,603 habitantes. 

### Religião
A região predominante é a católica com 10,604 de pessoas, seguindo por  protestante e evangélicas com 180 pessoas, os ateus são com 137, e testemunhas de Jeová com 123 pessoas.

## Econômia
A agricultura segue sendo a principal atividade para o sustento familiar, essencialmente a  de temporada já que a irrigação vem somente nas margens do rio Juchipila, o total de superfície cultivada durante ano de 2000 foi de 3,281 hectares. Os principais cultivos foram no ciclo de primavera – verão com o amendoim, feijão, milho, sorgo forrageiro, sorgo, e no outono - inverno aveia forrageira, trevo forrageiro. culturas perenes foram tequila agave, abacate, alfafa verde, cana de açúcar, goiaba, limão e aloé.
A pecuária em relação a essa atividade não é significativa com agricultores em pequena escala, não existe neste distrito as explorações leiteiras ou fazendas de suínos, somente uma avícola. 
Com relação a indústria existe os estabelecimentos produtores de varandas, carpintaria, telha, tijolo, pão, açúcar mascavo e paletas.
O turismo não tem muitos atrativos devido ser uma região pequena, unicamente umas ruínas da população antiga local chamado de Ventanas, que não tem sido explorada por falta de interesse governamental. 
No comércio se conta com uma diversidade lojas de roupas, móveis, calçados, alimentos, equipamentos, materiais de construção, papelaria e outros negócios. 
O setor dos serviços do município são suficientes para atender à demanda, oferecendo hotéis, um motel, restaurantes, agências de viagens, clubes.

### Cultura e Turismo
Os monumentos históricos deste município somente conta com uma zona arqueológica chamada Las Ventanas, a qual não foi devidamente explorada, exceto as investigações que sobre ela fez arqueóloga Elizabeth O. Mozzillo da universidade de Tulane dos Estados Unidos para sua tese de doutorado. O museu que existe é apenas uma paróquia do século XVII, e duas capelas suficiente para satisfazer as necessidades espirituais dos católicos. Museus e edifícios antigos não existem.
As festas populares, no primeiro mês do ano em janeiro, no terceiro domingo, o começa a feira regional de Juchipila, que começou em uma aldeia a oeste em homenagem ao santo padroeiro do lugar, São Sebastião. Esta festa termina nos primeiros dias de fevereiro, é de duas semanas apenas. Acontece desde o início do século XX.
A tradição da Páscoa é celebrada  como em outras partes do país, com nada de especial. E a festa de Santa Cruz em maio, nas cercanias de Remolino por três, outros movimentos a data não emenda.
No mês de junho se realiza a celebração da festa mais antiga do município, o xúchil de tradição pré-hispânica. É celebrada na véspera da oitava quinta-feira de Corpus Cristi, mais de uns anos para cá, foi mudada para o sábado. Se dança dando volta ao com ornamentos locais chamados tapaleolistle sobre a cabeça. 
As danças acontecem nos dias 24, 25 e 26 de julho, quando se festeja o dia do Apóstolo Santiago em Mezquitera ao norte, e no sul dia 31 de julho, 1 e 2 de agosto, ambas com dança de tastoanes. 
Em 4 de outubro é a celebração de São Francisco no bairro de Juchipila que leva o mesmo nome da cidade. A festa é com dança todo o dia; e 2 de novembro tem missas na catedral e visita da família aos parentes enterrados no cemitério da cidade, em comemoração a festa do dia dos mortos, é muito celebrado no México. E dia 8 e el 12 de dezembro são as celebrações da virgem da Puríssima Concepção e a de Nossa Senhora de Guadalupe respetivamente, para o dia 16 começam as pausas de dezembro, e dia 24 à noite as famílias se reúne para o jantar à espera do nascimento de Jesus. 
A música de Xuchil cada ano no dia da feira se toca e se dança esta música, que é nativa dos caxcanes primeiro dançam as autoridades e posteriormente todo o povo participa neste baile. 
Juchipila tornou-se conhecida por ser a localidade natal de Florinda Meza, que interpretou a Dona Florinda no seriado Chaves.
O artesanato é voltado para confecção de joias, o município tem vários ourives, onde vários artigos são feitos de ouro. Na gastronomia não há nada específico que seja uma distinção, os pratos são comuns a toda a região. No passado, havia pratos típicos do próprio  município, mas com a comunicação da estrada agora tudo se generalizou, e aqueles usados em ocasiões especiais e não tão especial, se tornaram parte da memória.